# Dembow dominicano
El dembow dominicano (o simplemente dembow) es un estilo musical originado en República Dominicana, derivado del reguetón y el dancehall. Una de sus características principales, es la repetición de las palabras en cada canción, junto con un rapeo normalmente a doble tempo y  acompañado de un ritmo que sobrepasa los 110 beats por minuto. Algunos ejemplos de cantantes de dembow son El Alfa, Chimbala, Tokischa o Rochy RD.
Aunque este tipo de música ha tenido un auge desde mediados de la década de 1990 y comienzo de la década de 2000, sus orígenes se remontan con influencias de raggamuffin y ragga hip hop. En la década de los 90 es cuando en Puerto Rico estaba en su apogeo el boom del reggaetón con «The Noise I» y «Playero 37», que eran beats de reggae sobre instrumentales de rap. Y mientras los boricuas ya explotaban dicho género, en República Dominicana apenas se empezaba a trabajar en este tipo de música con exponentes como: Manuelito, MC Pay, MC Vi y MC Curdy, quienes en el año 1995 grabaron la canción «El poco tiempo» bajo el nombre de «Grupo Unido».

## Historia

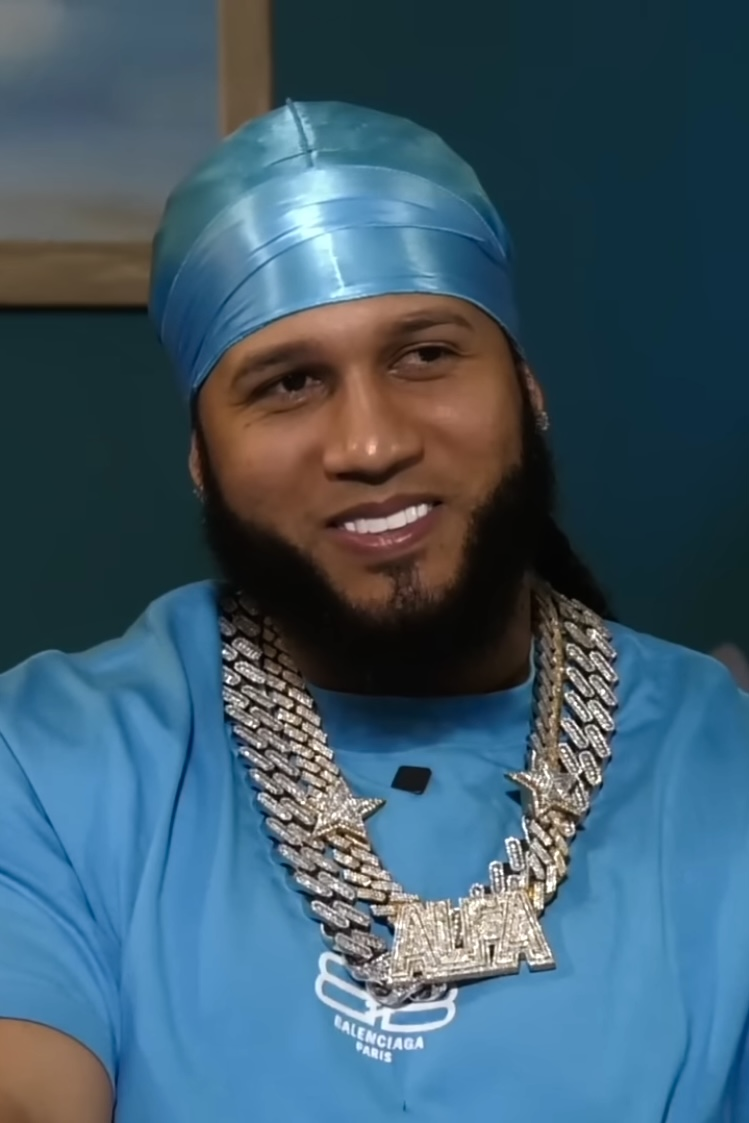
El Alfa.

Con el auge del reguetón, en la República Dominicana surgió el subgénero musical conocido como dembow, al que se le incorporaron ritmos y matices locales que le otorgaron una identidad propia. El primer dembow producido en el país se atribuye al DJ Bollo, quien en 1994 lanzó la canción «Mujeres Andadoras».
El dembow dominicano no alcanzó popularidad masiva hasta 2009, cuando el dúo Doble T y El Crok lanzó el tema «Pepe», el cual alcanzó la tercera posición en el ranking de Billboard. La canción se convirtió en uno de los temas más escuchados durante 2009 y principios de 2010, logrando un impacto significativo a nivel internacional.